# Leptogenys bellii
Leptogenys bellii é uma espécie de formiga do gênero Leptogenys, pertencente à subfamília Ponerinae.